# Pheidologeton affinis
Pheidologeton affinis är en myrart som först beskrevs av Jerdon 1851.  Pheidologeton affinis ingår i släktet Pheidologeton och familjen myror.

## Underarter
Arten delas in i följande underarter:
- P. a. affinis
- P. a. javana
- P. a. minor
- P. a. spinosior
- P. a. sumatrensis